# Liste der Kulturdenkmale in Mittelhausen (Erfurt)
Die Liste der Kulturdenkmale in Mittelhausen enthält die Kulturdenkmale des Ortsteils Mittelhausen der thüringischen Landeshauptstadt Erfurt, die vom Thüringischen Landesamt für Denkmalpflege und Archäologie als Bau- und Kunstdenkmale auf dem Gebiet der Stadt mit Stand vom 24. April 2025 erfasst wurden.

## Legende
- Bild: zeigt ein Bild des Kulturdenkmals und gegebenenfalls einen Link zu weiteren Fotos des Kulturdenkmals im Medienarchiv Wikimedia Commons
- Bezeichnung: Name, Bezeichnung oder die Art des Kulturdenkmals
- Lage: Wenn vorhanden Straßenname und Hausnummer des Kulturdenkmals; Grundsortierung der Liste erfolgt nach dieser Adresse. Der Link Karte führt zu verschiedenen Kartendarstellungen und nennt die Koordinaten des Kulturdenkmals.
 Kartenansicht, um Koordinaten zu setzen – in dieser Kartenansicht sind Kulturdenkmale ohne Koordinaten mit einem roten bzw. orangen Marker dargestellt und können in der Karte gesetzt werden. Kulturdenkmale ohne Bild sind mit einem blauen bzw. roten Marker gekennzeichnet, Kulturdenkmale mit Bild mit einem grünen bzw. orangen Marker.
- Datierung: gibt das Jahr der Fertigstellung beziehungsweise das Datum der Erstnennung oder den Zeitraum der Errichtung an
- Beschreibung: bauliche und geschichtliche Einzelheiten des Kulturdenkmals, vorzugsweise die Denkmaleigenschaften
- ID: Die ID identifiziert das Kulturdenkmal eindeutig. In Thüringen sind aktuell keine IDs veröffentlicht. In der ID-Spalte kann sich auch folgendes Icon  befinden, dies führt zu Angaben zu diesem Kulturdenkmal bei Wikidata.

## Liste der Kulturdenkmale in Mittelhausen
| Bild                           | Bezeichnung                            | Lage                                     | Datierung | Beschreibung                                                                                         | ID |
| ------------------------------ | -------------------------------------- | ---------------------------------------- | --------- | --- | -- |
| Fotos hochladen                | Gerichtsstätte mit Obelisk             | (Karte)                                  |           | Nordwestlich des Ortes gelegenes Denkmal in Form eines Obelisken; einzelnes Kulturdenkmal            |    |
| Fotos hochladen                | Wohnhaus                               | Erfurter Landstraße 16 (Karte)           |           | einzelnes Kulturdenkmal                                                                              |    |
| weitere Bilder Fotos hochladen | Evangelische Pfarrkirche St. Severinus | Friedrich-Neumeyer-Straße o. Nr. (Karte) |           | einzelnes Kulturdenkmal; Teil des Ensembles Bauliche Gesamtanlage Kirchhof, Pfarrei und Schulgebäude |    |
| BW                             | Kirchhof                               | Friedrich-Neumeyer-Straße o. Nr. (Karte) |           | einzelnes Kulturdenkmal; Teil des Ensembles Bauliche Gesamtanlage Kirchhof, Pfarrei und Schulgebäude |    |
| BW                             | Grabmal                                | Friedrich-Neumeyer-Straße o. Nr. (Karte) |           | einzelnes Kulturdenkmal; Teil des Ensembles Bauliche Gesamtanlage Kirchhof, Pfarrei und Schulgebäude |    |
| Fotos hochladen                | Pfarrhaus                              | Kleine Gasse 4 (Karte)                   |           | einzelnes Kulturdenkmal; Teil des Ensembles Bauliche Gesamtanlage Kirchhof, Pfarrei und Schulgebäude |    |
| Fotos hochladen                | Einfriedungsmauer                      | Kleine Gasse 4 (Karte)                   |           | einzelnes Kulturdenkmal; Teil des Ensembles Bauliche Gesamtanlage Kirchhof, Pfarrei und Schulgebäude |    |
| Fotos hochladen                | Portal                                 | Kleine Gasse 4 (Karte)                   |           | einzelnes Kulturdenkmal; Teil des Ensembles Bauliche Gesamtanlage Kirchhof, Pfarrei und Schulgebäude |    |
| Fotos hochladen                | Schulgebäude Alte Schule               | Kleine Gasse 8 (Karte)                   |           | einzelnes Kulturdenkmal; Bauliche Gesamtanlage Ensemble Kirchhof, Pfarrei und Schulgebäude           |    |
| Fotos hochladen                | Wohnhaus                               | Lindenstraße 9 (Karte)                   |           | einzelnes Kulturdenkmal                                                                              |    |
| BW                             | Torhaus                                | Lindenstraße 9 (Karte)                   |           | einzelnes Kulturdenkmal                                                                              |    |
| Fotos hochladen                | Gehöft                                 | Lindenstraße 35 (Karte)                  |           | einzelnes Kulturdenkmal                                                                              |    |
| Fotos hochladen                | Grabmal Johann Friedrich Neumeyer      | Marbweg (Karte)                          |           | einzelnes Kulturdenkmal                                                                              |    |
| Fotos hochladen                | Grabmal Fam. Pfotenhauer               | Marbweg o. Nr. (Karte)                   |           | einzelnes Kulturdenkmal                                                                              |    |
| Fotos hochladen                | Grabmal Julius und Minna Klapprodt     | Marbweg o. Nr. (Karte)                   |           | einzelnes Kulturdenkmal                                                                              |    |
| Fotos hochladen                | Grabmal Klapprodt / Kuhfuß             | Marbweg o. Nr. (Karte)                   |           | einzelnes Kulturdenkmal                                                                              |    |
| Fotos hochladen                | Grabmal Louis + Sophie Klapprodt       | Marbweg o. Nr. (Karte)                   |           | einzelnes Kulturdenkmal                                                                              |    |
| Fotos hochladen                | Friedhofskapelle                       | Marbweg o. Nr. (Karte)                   |           | einzelnes Kulturdenkmal                                                                              |    |
| Fotos hochladen                | Gehöft                                 | Obere Querstraße 10 (Karte)              |           | einzelnes Kulturdenkmal                                                                              |    |
| Fotos hochladen                | Portal                                 | Obere Querstraße 16 (Karte)              |           | einzelnes Kulturdenkmal                                                                              |    |
| Fotos hochladen                | Tanzsaal                               | Straußfurter Straße 1, o. Nr. (Karte)    |           | einzelnes Kulturdenkmal                                                                              |    |
| Fotos hochladen                | Wohnhaus                               | Untere Querstraße 23 (Karte)             |           | einzelnes Kulturdenkmal                                                                              |    |